# 田上由希子
田上 由希子（たがみ ゆきこ、1978年2月14日 - ）は、日本の元女性声優。長崎県出身。マウスプロモーションに所属していた。

## 経歴・人物
高校卒業後の1996年勝田声優学院に入学、声優の道を目指す。
1999年に江崎プロダクション養成所（マウスプロの前身）に入所し、2001年にマウスプロモーションに正式所属となる。
2006年1月をもって声優業を引退した（理由は不明）。

## 出演

### テレビアニメ
2001年
- サイバーシックス（子供）

2002年
- 攻殻機動隊 STAND ALONE COMPLEX
- パタパタ飛行船の冒険（サシャ[6]）

2003年
- WOLF'S RAIN（少女）
- 君が望む永遠（女生徒C）
- D.C. 〜ダ・カーポ〜（小学生たち）
- 探偵学園Q（少女、ケイト）
- 無人惑星サヴァイヴ（同級生1）

2004年
- お伽草子（TV司会者〈女〉）
- 神無月の巫女（キョウコ）
- To Heart 〜Remember my memories〜（フィール、生徒）
- トランスフォーマー スーパーリンク（ミーシャ[7]、ネコミミB）
- 花右京メイド隊 La Verite（御膳部B）
- 双恋（ようすけ）
- 妄想代理人
- ルパン三世 盗まれたルパン 〜コピーキャットは真夏の蝶〜

2005年
- 英國戀物語エマ（フランシス）

### 劇場アニメ
2003年
- ぼくの孫悟空

### ゲーム
2004年
- ガチャメカスタジアム サルバト〜レ（しんたいそう少女）
- 3年B組金八先生 伝説の教壇に立て!（美原京子）
- 探偵 神宮寺三郎 KIND OF BLUE（麻生恵美子）

2005年
- Twelve〜戦国封神伝〜（コタロウ、ハルミ）
- スペクトラルフォース クロニクル（チコル、他）

### 吹き替え
- ER緊急救命室シーズンⅩ #15（クリスティ・グローバー）
- スノーホワイト/白雪姫 ※NHK版
- レジェンド・オブ・アロー ※NHK版
- 私はケイトリン

### ラジオ
- インターネットラジオ「エマ放送協会教育ラジオ」